# 資訊社會
資訊社會（資訊性社會、資訊型社會、資訊化社會），被視為社會自農業社會經由工業革命形成工業社會后，产生資訊革命而进入的一個新的社會階段。資訊社會的目標是要通過具創意而有成效地使用資訊科技，以取得國際上的競爭優勢。在經濟上相對應的就是知識型經濟，即通過開發知識來創造財富。有方法參與這種社會的人有時被稱為數碼公民。。
造成這種急劇改變的可能是科技、經濟、職業、空間、文化，或者是以上所有因素的結合。在一個資訊型社會中，資訊的創造、分發、散播、使用、整合和操縱是一種重要的經濟、政治和文化活動。与資訊社會有緊密關係的概念包括：後工業社會、後福特主義、後現代社會、知識型社會、遠程通信社會、資訊革命、液態現代性，以及網絡社會（曼紐·卡斯提爾）。

## 農業化以前的社會
大部份是以狩獵採集為生以維持生計，在這小的勞動市場中，人們所需要的各種知識與技巧進行傳播也極為容易，例如，族譜或古老傳說，以口頭方式進行世代相傳，又稱口傳文化（oral cultures)，而在現代工業化及資訊化的社會中仍然倚賴這種方式傳遞訊息。

### 農業化經濟
人們大多在農田內工作以獲取資源，此種社會偏向定居集中的生活形式，也發展出特定的職業如工匠、戰士、祭司、商人、政治領袖等，也逐漸形成了社會階層（social stratification)的落差。
極少數的人有時間以及機會學習閱讀和寫字，一部份人是接受宗教指示，擔負保存、寫字、閱讀書信的責任。而在歐洲地區，十四世紀以後才開始有閱讀的能力，大部份的傳播或溝通都是以口頭來進行，但在速度及時效上則較為緩慢。社會日益的複雜與需求人員的專門化，需要有更多人具有閱讀與寫字的能力，中世紀末期的歐洲，國與地區之間的商業行為也日益增加，包括像商人、組織的領導人也就更需要有閱讀及書寫的能力了。事實上，各種技藝也必須透過求學或閱讀的途徑來獲得成果。

### 工業化以前的媒介
在活字版印刷、機械式印刷術被發明以前，將書籍加以複製是困難的，因為書籍仍能廣為流傳，也算是大眾媒介一環。其次是對於那些具有權勢的人來說，他們並不希望一般大眾有閱讀的能力。直到十四世紀時，更多從事貿易或從商者才開始藉由書籍來獲取資訊與知識。在十四世紀以前，只有被視為菁英或中堅份子者才有機會讀書，所有的書籍媒介也是為了他們而生產。

## 工業化與媒介
約翰尼斯．古騰堡（Johannes Gutenberg)於1450年發明活動式金屬鉛字及機械式印刷技術而有了古騰堡聖經，科技也使得在經濟與社會上都能夠對新媒介進行開發，當印刷技術變得更符合經濟效益時，能夠針對新的讀者而生產更多種類的書。
在讀寫的社會裡，輿論(public opinion)的概念逐漸出現，人們也開始察覺大眾媒介很有可能對輿論的形式產生影響，例如，1640年英格蘭政治領袖奧利佛．克倫威爾（Oliver Cromwell)便利用新聞界配合政治活動獲得一般大眾支持。

### 都市化、媒介與社會
在工業社會中具有讀寫能力（literacy)的人數隨之增加，人們為了要符合工作需求，而在高度工業化國家中，對於居住在都市裡的人來說，求學已經是相當普遍的事情。教育也使人們文明化，以強調教育的功能，而並非娛樂。

### 工業化媒介的誕生
社會大眾對於印刷產品需求日益增加，都市中的印刷媒體也不斷增加，對於文盲及貧窮人來說，他們無法負擔報紙的費用，導致他們閱讀能力不夠，所謂社會階級（Social Class)的概念。尤其在許多第三世界國家中，中產階級雖仍然只是少數，窮人與富人之間的貧富差距更是可觀。

### 影片、無線電廣播與流行媒介
二十世紀初，許多人尚無足夠資本來獲取印刷媒介等，對美國人來說，影片成為一項重要的大眾媒介，尤其是移民至美國，並集中在都市地區者，影片更是一項重要媒介，甚至是一些休閒娛樂(例如，歌舞劇場)。
西元1920年，無線電廣播也成為一種流行媒介，當報紙、書籍、電影等仍然是以都市為主要發展，無線電廣播已擴及整個鄉下地區，拓展鄉村文化。

### 工業化媒介、廣告與大眾市場
透過工業化、都市化等三方面的過程，各種媒體與市場也成為了企業系統的一部份，同時也成為了公司中的重要部門，並開始為已存在的媒體賺進大把鈔票。
十九世紀初，商人在穀倉或車子兩邊的漆上標示，並提供口嚼煙草等產品情報，同時也以更為醒目的方式出現在各大報紙與雜誌中。隨著時間變遷，廣告對報紙也相當重要，西元1880年，報紙僅提供四分之一版面給廣告，西元1990年，大約佔了百分之六十至七十，西元1920年中期，美國無線電廣播就被定義為是高度商業化，而且也是靠廣告支持的媒介。
現今，無線電廣播聽眾數量增加，廣告商對於聽眾的喜好也極為關注，廣告在無線電廣播的時間又增加了，一當無線電廣播的節目開始針對某特定族群的聽眾時，廣告也以此特定族群為主。

### 大量生產與文化產業
科技與經濟透過工業上的結合，對於廣大的受訊者而言，產生所謂「大量生產的文化」（mass production of culture)，自西元1880年愛默生（Ralph Waldo culture)直至目前，許多專家、學者更謂「流行文化」（popular culture)，就是經由書籍、電影、歌曲等媒介方式傳達給大眾，文化的概念，尤其是書籍以及音樂等是否應是藉由摘取古典文化的精華，而將新的想法傳遞給大眾，作為教育並能夠提高品質的方式，這也攸關著人們的價值觀。

### 工業化時代的資訊科技
早期的美國西部，由一種驛馬快信制（Pony Express)的快捷服務，人員攜帶著郵件，騎著快馬由一站奔馳至另外一站，而將郵件遞交給等在那裡的傳遞人員，再送往最後目的地。
藉由電子科技，演進到電子方式傳送，先是經由電線，接下來是無線電波，如同鐵路以及電信，運輸以及通訊科技彼此互補與支援的功能，所謂公共運輸者（common carriers)，皆以中立性的態度創造有關內容與形式上的業務。歷史學家丹尼爾．席創（Czitron)。便將電信稱為閃電產業，是由於電信傳送速度的便捷，這些科技的問世，讓商業訊息或新聞報導等都能以更快的速度，而能夠傳送到更遠的地方。

## 資訊化社會
丹尼爾．貝爾（Bell)、艾爾文．多佛勒（Toffler)等學者認為，美國及一些少數國家中，已由工業化的經濟及社會，進入了資訊化的經濟及社會。

### 後工業化社會
後工業化社會（post-industrial)由美國、日本及其他先進國家體系中，自商品製造轉變為服務及資訊的處理，也就是說，資訊是創造財富以及經濟活動的來源，是成長最迅速的產業，及僱用人力最多的行業。所謂的資訊工作（information jobs)，定義為資訊之製造、處理或分配主要關連的工作，例如，記者、媒介製作人等，以及資訊業的工程人員、設計人員等。
與資訊性工作相比來說，服務性的工作（service jobs)通常在待遇上都比較低一些，縱使在服務業中也存在著許多高待遇的工作，資訊性工作也存在於製造業或服務性質的公司之內，待遇一般而言則較高。其實，美國已是極度集中於資訊工作之國家，其他高度工業化國家中，也都朝向資訊化社會的趨勢邁進，例如，原先存在於韓國低薪資之製造業，已經轉移至其他亞洲國家內(原先在國內製造的低價位商品，轉移到其他國家生產時，就已成為工業化的國家)，而像新加坡，則已成為與資訊工作有高度牽連的狀況

### 資訊化經濟
波瑞特將資訊的主要部份分為資訊的市場（Markets for information)、市場中的資訊（Information in Markets)、資訊的下游組織（Information infrastructure)，關於資訊的處理，例如，印刷、電訊傳播、資訊商品的製造產業(例如，電視機、電腦等)、資訊商品的批發及零售商（Wholesale and retail trade in information goods)、資訊活動的支援設施（Support facilities for information activities)，包括資訊產業使用的建築物等。

### 市場中的資訊
資訊科技的發展，許多新的主要資訊之企業也隨之誕生，例如，海外股票市場的詳細資訊。

### 資訊的市場
數位寬頻技術出現，傳媒製作簡易化，行銷通路普及化，包括電腦業、通訊業、資訊內容業(娛樂、出版、廣告)和傳統媒體業(廣播或電視)之間產生了新的數位寬頻傳播產業，數位寬頻，成為了所有大眾媒體的混和體，也是新經濟體系的龍頭，經歷了合併、結盟、併購等過程。

### 資訊的基礎建設
1967年，美國的國民生產毛額中，資訊的基礎建設佔了百分之二十一，1970年－1980年間，其成長更是快速，對經濟等各方面而言，伴隨著資訊科技，企業內部通訊、員工及客戶獲取資訊通道（channel)、以及企業本身的網路延伸至客戶處也因應而生。
大約超過百分之三十的家庭，以及超過三分之二的學校都擁有電腦設備，已是普遍，而電話系統也是必備的基本網路。目前，大型公司所使用的電訊傳播網路，是藉由不同的網路系統及資料通訊服務，擴展網路工作環境。

## 延伸閱讀
- 翟本瑞. 陳志柔; 林國明 , 编.  5. 巨流圖書股份有限公司. 2021-09-01: 403–423. ISBN 978-957-732-632-4.